# Óscar Miñambres
Oscar Miñambres Pascual est un footballeur espagnol, né le 1er janvier 1981 à Madrid.
Il a évolué au poste de défenseur au Real Madrid. À cause des blessures, il n'a pas souvent joué. 
Le club Hercules Alicante recrute Miñambres, et le défenseur du Real Madrid a été officiellement présenté comme joueur de l'équipe de Segunda d'Hercules mais a finalement résilié son contrat l'après-midi même.
Âgé de 26 ans, l'Espagnol a finalement décidé de se désengager pendant son premier entraînement. Il a compris qu'il souffrait toujours de la blessure au genou qui l'avait privé de compétitions lors des deux dernières années. Il décide alors d'arrêter le football, et de se reconvertir en tant qu'agent immobilier.
Miñambres a été formé à la Cantera du Real Madrid et avait été prêté à l'Espanyol en 2004 avant de revenir blessé à Bernabéu.
Il travaille aujourd'hui dans un bureau de tabac.

## Carrière
- 2000-2001 : Real Madrid Castilla
- 2001-2004 : Real Madrid
- 2004-2005 : Espanyol Barcelone
- 2005-2007 : Real Madrid
- 2007 : Hercules Alicante